# 理查德·乔伊斯
理查德·乔伊斯（英語：Richard Joyce，1992年7月30日—），新西兰男子曲棍球运动员，场上位置是守门员。他曾代表新西兰国家队参加2018年英联邦运动会曲棍球比赛，获得一枚银牌。